# Heinrich Sigismund von der Heyde
Heinrich Sigismund von der Heyde, talvolta indicato anche come "von der Heyden" o "von Heyden" (Lichterfeld-Schacksdorf, 1º gennaio 1703 – Kolberg, 4 maggio 1765), è stato un generale prussiano, famoso in particolare per la sua strenua difesa della fortezza di Kolberg oggetto di tre distinti assedi nel corso della guerra dei sette anni, fatto per il quale fu insignito della massima onorificenza del Regno di Prussia, la Pour le Mérite.

## Biografia

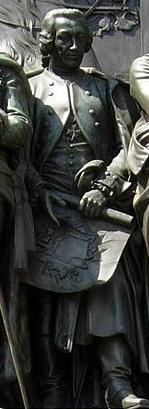
La scultura dedicata a von der Heyde (che regge in mano uno schema delle fortificazioni di Kolberg) posta nel basamento del monumento equestre a Federico II di Prussia a Berlino

Di nobili natali, Heinrich von der Heyde nacque a Schacksdorf nel Brandeburgo da Heinrich Siegmund von der Heyde, signore della stessa Schacksdorf, e da Magdalene Sophie von Stutterheim da Sellendorf.

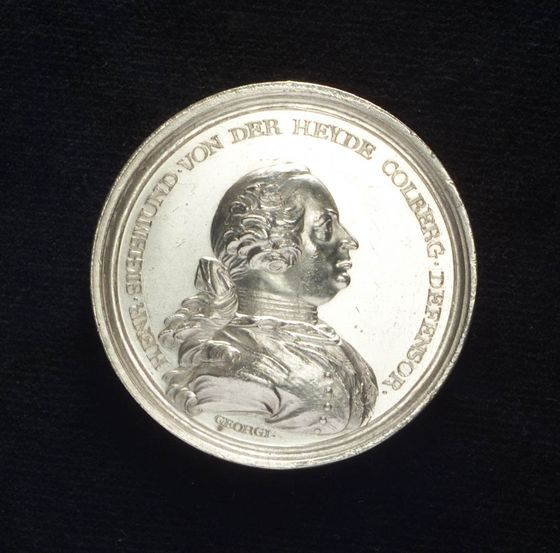
Medaglia commemorativa dell'assedio di Kolberg raffigurante il profilo di von der Heyde

Heyde intraprese la carriera militare a partire dal 1718, quando si arruolò in forza al Reggimento di fanteria No. 3 (Alt-Anhalt); nel 1726 ottenne una promozione ad alfiere, nel 1731 a secondo tenente e nel 1736 a primo tenente, mentre nel 1740 divenne capo di Stato maggiore del suo reggimento. Nel 1741 era al comando di una compagnia granatieri che condusse nel corso della guerra di successione austriaca; durante il conflitto Heyde combatté in Boemia e Moravia, subendo una ferita alla battaglia di Hohenfriedberg. A causa di alcuni contrasti con il generale Leopold von Anhalt-Dessau, Heyde fu trasferito nel 1747 in forza al Reggimento di guarnigione No. 2 (Röder); il 5 giugno 1753 ottenne una promozione a maggiore e in seguito divenne chef (comandante) del Battaglione granatieri No. 4, parte del Reggimento granatieri di Königsberg.
Considerato ormai troppo anziano per servire con l'armata campale, il 13 dicembre 1755 Heyde fu fatto comandante della fortezza di Friedrichsburg nelle vicinanze di Königsberg; scoppiata la guerra dei sette anni, il generale difese con successo la sua fortezza da un assedio russo nel 1757, ma dopo la sconfitta prussiana nella battaglia di Gross-Jägersdorf e una nuova invasione russa della Prussia orientale nel 1758 ricevette l'ordine di abbandonarla e di ripiegare con la sua guarnigione sul porto fortificato di Kolberg, di cui assunse la direzione della difesa.
Il 3 ottobre 1758 Kolberg subì il suo primo assedio ad opera di una forza russa sotto il comando del generale Johann von Palmenbach; a dispetto dell'inferiorità numerica e dell'isolamento della sua posizione, Heyde difese energicamente la città respingendo vari assalti dei russi finché questi, prostrati dal clima avverso e da false voci circa un imminente contrattacco prussiano, non decisero di ritirarsi. Per la sua azione di comando, su disposizione del re Federico II di Prussia Heyde ottenne una promozione al grado di colonnello e fu insignito della massima onorificenza prussiana, la Pour le Mérite.
Il 26 agosto 1760 Kolberg dovette sostenere un secondo assedio ad opera di una forza congiunta di truppe e navi russe appoggiate da una flotta svedese. Benché con la città ripetutamente bombardata e completamente bloccata, Heyde riuscì a tenere duro fino a che, il 18 settembre, non giunse una forza di soccorso prussiana sotto il generale Paul von Werner che mise in fuga gli assedianti; Heyde fu nuovamente ricompensato direttamente dal re Federico con una promozione, questa volta al grado di tenente generale.
I russi posero per la terza volta l'assedio a Kolberg a partire dal 3 settembre 1761; l'armata campale del principe Federico II Eugenio di Württemberg tentò per varie volte di rompere il blocco e portare aiuto alla città, ma fu infine sconfitta dai russi del generale Pëtr Aleksandrovič Rumjancev-Zadunajskij e costretta a ritirarsi lasciando Kolberg al suo destino. Con la guarnigione e la popolazione ridotte alla fame Heyde non poté fare altro che capitolare il 17 dicembre 1761, venendo quindi condotto in Russia con le sue truppe come prigioniero di guerra.
Con la salita al trono nel gennaio 1762 dello zar Pietro III, un ammiratore di Federico il Grande, la Russia si ritirò dal conflitto e i prigionieri di guerra prussiani nelle sue mani furono rimpatriati; Heyde fu fatto nuovamente comandante della fortezza di Friedrichsburg a Königsberg, ma nell'aprile 1765 fu destinato ancora una volta a comandare la piazzaforte di Kolberg, dove rimase fino alla sua morte il 4 maggio 1765. Le sue spoglie furono seppellite nella chiesa cattolica di Kolberg (oggi Cattedrale dell'Assunzione della Beata Vergine Maria).